# Semmel-Verlach
Der Semmel-Verlach war ein 1981 von Winfried (Winni) Bartnick gegründeter Verlag. Erster und wichtigster Zeichner und Autor des später legendären Comic- und Cartoon-Verlags war Rötger Feldmann. Nachdem der Verlag im Buchhandel Erfolg hatte, gab er außerdem 1987–1993 die Zeitschrift Kowalski heraus. Der Verlag bestand bis 1993.

## Veröffentlichungen
Veröffentlicht wurden u. a. Comics und Cartoons von:
- Brösel (Rötger Feldmann) (die Reihe „Werner“)
- Polo (André Poloczek)
- Tomas Bunk
- Burkhard Fritsche
- Bernd Pfarr
- Jano
- Eugen Egner
- Harm Bengen
- Wolfgang Sperzel
- Jens Jeddeloh
- Guido Sieber
- Jean-Marc Reiser
- Hansi Kiefersauer
- Volker Reiche
- Rolf Boyke
- Pablo Zweig
- Farid Boudjellal

Etliche Veröffentlichungen, namentlich die „Werner“-Reihe, erschienen im 1991 von Rötger Feldmann gegründeten Achterbahn Verlag weiter.